# Ruch oporu

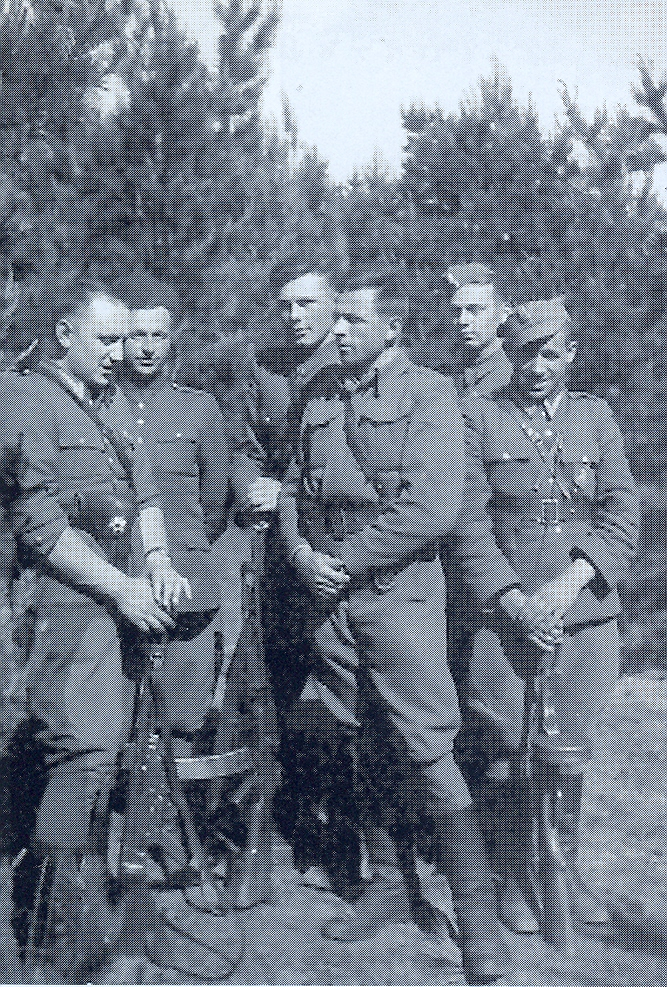
Członkowie ruchu oporu

Ruch oporu – konspiracyjna działalność mająca na celu walkę przeciwko okupantowi własnego kraju lub władzom własnego kraju nieposiadającym wystarczającej legitymacji do sprawowania władzy.
Pojęcie to kojarzone jest głównie z II wojną światową, choć ruchy oporu istniały także podczas wcześniejszych i późniejszych konfliktów (np. we Włoszech podczas okupacji napoleońskiej czy obecnie w Palestynie).